# Okręty podwodne typu Dupuy de Lôme
Okręty podwodne typu Dupuy de Lôme – francuskie oceaniczne okręty podwodne z czasów I wojny światowej i okresu międzywojennego. W stoczni Arsenal de Toulon zbudowano w latach 1913–1916 dwa okręty tego typu, które weszły w skład Marine nationale w 1916 roku. Okręty służyły do połowy lat 30. XX wieku.

## Projekt i budowa
Oba okręty typu Dupuy de Lôme zamówione zostały na podstawie programu rozbudowy floty francuskiej z 1913 roku. Okręty zaprojektował inż. Julien Hutter, powiększając rozmiary swojego poprzedniego projektu „Archimède” i dodając napęd parowy zastosowany w typie Gustave Zédé.
Dwa okręty typu Dupuy de Lôme zbudowane zostały w Arsenale w Tulonie. Stępki okrętów położono w 1913 roku, wodowane zostały w latach 1915–1916. Okręty otrzymały nazwy na cześć wybitnych francuskich konstruktorów okrętów: inż. de Lôme i inż. Sané.
| Okręt                  | Stocznia          | Początek budowy | Wodowanie        | Ukończenie budowy |
| ---------------------- | ----------------- | --------------- | ---------------- | ----------------- |
| „Dupuy de Lôme” (Q105) | Arsenal de Toulon | marzec 1913     | 9 września 1915  | sierpień 1916     |
| „Sané” (Q106)          | Arsenal de Toulon | listopad 1913   | 27 stycznia 1916 | sierpień 1916     |

## Dane taktyczno–techniczne
Jednostki typu Dupuy de Lôme były dużymi oceanicznymi okrętami podwodnymi. Długość całkowita wynosiła 75 metrów, szerokość 6,4 metra i zanurzenie 3,6 metra. Wyporność w położeniu nawodnym wynosiła 833 ton, a w zanurzeniu 1287 ton. Okręty napędzane były na powierzchni przez dwie 3-cylindrowe maszyny parowe potrójnego rozprężania systemu Delaunay-Belleville o łącznej mocy 3500 koni mechanicznych (KM), do których parę dostarczały dwa trójwalczakowe kotły wodnorurkowe du Temple. Napęd podwodny zapewniały dwa silniki elektryczne Belfort o łącznej mocy 1640 KM. Dwuśrubowy układ napędowy pozwalał osiągnąć prędkość 17 węzłów na powierzchni i 11 węzłów w zanurzeniu. Zasięg wynosił 2350 Mm przy prędkości 10 węzłów w położeniu nawodnym oraz 120 Mm przy prędkości 5 węzłów pod wodą. Dopuszczalna głębokość zanurzenia wynosiła 50 metrów.
Okręty wyposażone były w osiem wyrzutni torped kalibru 450 mm (cztery wewnętrzne na dziobie, dwie na rufie i dwie zewnętrzne), z łącznym zapasem 10 torped oraz dwa pokładowe działa kal. 75 mm. Załoga jednego okrętu składała się z 4 oficerów oraz 39 podoficerów i marynarzy.

## Przebieg służby

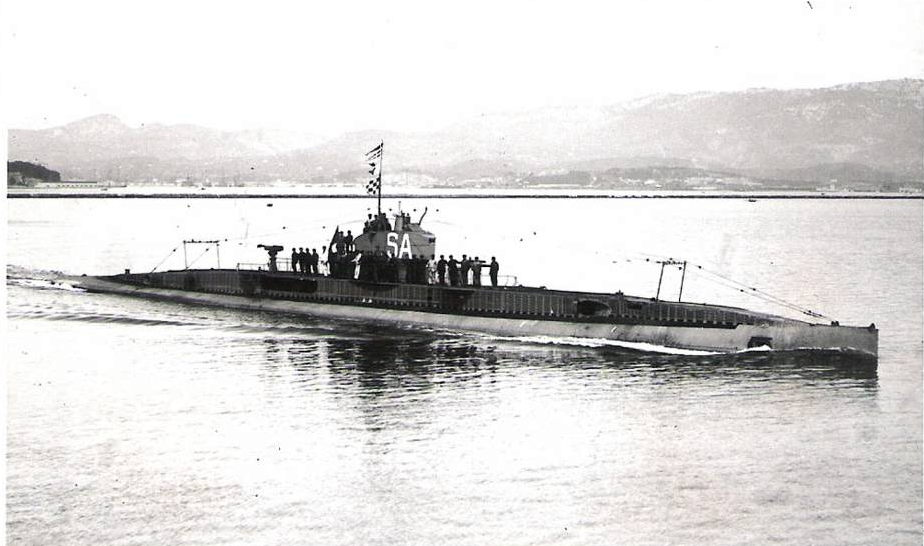
„Sané” po przebudowie, 1926 rok

Oba okręty typu Dupuy de Lôme zostały wcielone do służby w Marine nationale w 1916 roku. Otrzymały numery taktyczne Q105 i Q106. Od 1917 roku do końca wojny „Dupuy de Lôme” i „Sané” operowały w składzie Flotylli Marokańskiej, stacjonując w Gibraltarze.
Na początku lat 20. XX wieku jednostki poddano znaczącej przebudowie: zamiast maszyn parowych zamontowano silniki Diesla Krupp („Dupuy de Lôme”) i Körting („Sané”) o mocy 1200 KM każdy, pochodzące z ex-niemieckich U-Bootów, dzięki czemu znacznie zwiększył się zasięg jednostek; okręty otrzymały też nowe kioski i mostki.
Po remoncie okręty pełniły służbę na Atlantyku do lipca 1935 roku, kiedy skreślone zostały z listy floty.